# Mafalda (staty)
Mafalda är en skulptur i Oviedo i den spanska regionen Asturien. Den föreställer den sexårige flickan Mafalda, en seriefigur skapad av den argentinske tecknaren Quino.